# Szczytna (gromada)
Szczytna – dawna gromada, czyli najmniejsza jednostka podziału terytorialnego Polskiej Rzeczypospolitej Ludowej w latach 1954–1972.
Gromady, z gromadzkimi radami narodowymi (GRN) jako organami władzy najniższego stopnia na wsi, funkcjonowały od reformy reorganizującej administrację wiejską przeprowadzonej jesienią 1954 do momentu ich zniesienia z dniem 1 stycznia 1973, tym samym wypierając organizację gminną w latach 1954–1972.
Gromadę Szczytna z siedzibą GRN w Szczytnej (wówczas wsi) utworzono – jako jedną z 8759 gromad na obszarze Polski – w powiecie kłodzkim w woj. wrocławskim, na mocy uchwały nr 17/54 WRN we Wrocławiu z dnia 2 października 1954. W skład jednostki weszły obszary dotychczasowych gromad Szczytna, Bobrowniki i Batorów ze zniesionej gminy Szczytna w tymże powiecie. Dla gromady ustalono 27 członków gromadzkiej rady narodowej.
31 grudnia 1959 gromadę Szczytna zniesiono w związku z nadaniem jej statusu osiedla. 1 stycznia 1973 osiedle Szczytna otrzymało status miasta; równocześnie reaktywowano w powiecie kłodzkim gminę Szczytna.